# ГЕС Сенгулам
ГЕС Сенгулам – гідроелектростанція на півдні Індії у штаті Керала. Знаходячись між ГЕС Паллівасал  та ГЕС Неріамангалам, входить до складу каскаду на річці Muthirapuzha, правій притоці Періяр (дренує західний схил Західних Гатів та впадає в Лаккадівське море дещо на північ від столиці штату міста Кочі).
Хоча і початкова точка деривації, і машинний зал станції знаходяться в долині Muthirapuzha, проте траса подачі ресурсу значно відхиляється від річки, яка між зазначеними двома точками тече спершу прямо на південь після чого різко завертає на захід. За обраною для ГЕС Сенгулам схемою, відпрацьований на станції Паллівасал ресурс спершу перекидається до лівобережної частини сточища річки Каллар, правої притоки  Muthirapuzha. Тут на одному з струмків створене водосховище Сенгулам об’ємом 1,6 млн м3, яке утримує гребля висотою 27 метрів та довжиною 145 метрів, що потребувала 18 тис м3 матеріалу. Рівень відвідного каналу ГЕС Паллівасал на 10 метрів нижче від рівня цього сховища, тому деривація здійснюється за допомогою насосної станції, за якою розташована траса довжиною біля 3 км, котра включає водовід, тунель (біля 1,7 км) та каналізоване русло струмка.
Зі сховища назад до долини Muthirapuzha прокладено другий тунель довжиною біля 2,5 км, який переходить у два напірні водоводи довжиною по 1 км з діаметром 1,5 метра. Вони живлять чотири турбіни типу Пелтон, що працюють при напорі від 338 до 341 метрів та забезпечують виробництво 182 млн кВт-год електроенергії на рік. Спершу турбіни мали потужність по 12 МВт, проте в 2001-2002 роках під час модернізації цей показник підвищили до 12,8 МВт.
Продукція видається до мережі по ЛЕП, розрахованих на роботу під напругою 110 та 66 кВ.
У 2010-х роках розпочали проект Sengulam Argumentation, який має на меті збір додаткового ресурсу до сховища Сенгулам. В його межах західний витік річки Каллар перекриють бетонною водозабірною греблею висотою 13 метрів та довжиною 42 метри, від якої прямуватиме тунель довжиною 6,7 км та діаметром 3,5 метра.